# Orion (seriefigur)
Orion är en seriefigur som dyker upp i DC Comics. Figuren gjorde sin debut i New Gods #1 (1971), och skapades av Jack Kirby.

## Fiktiv biografi
Orion är Darkseids andre son, halvbror till Kalibak och Grayven, och make till Bekka. Som barn blev han utbytt mot Scott Free i en fredsansträngningeffort mellan New Genesis och Apokolips. Han uppfostrades som en adoptivson till Highfather Izaya. Han fick lära sig att kontrollera sin ilska och vrede, och blev en av de mäktigaste krigarna som varje värld någonsin skådat. Detta var inte en lätt uppgift i och med hans nedärvda raseri från den brutala och skoningslösa Darkseid. Att lära sig kontrollera sin mörka natur tog upp en stor del av Orions ungdom, men under sin uppväxt hjälpte hans vänner i New Gods honom att styra hans ilska. Han blir sedermera en superhjälte och en del av New Genesis.

## Krafter och förmågor
Orion har övermänsklig styrka, snabbhet, kondition och uthållighet på samma nivå som sin far Darkseid och Stålmannen. Han innehar även en generativ helande faktor.

## I andra medier
- Orion dyker upp i Stålmannen i det tvådelade avsnittet "Apokolips...Now!", med röst av Steve Sandor.

- Orion dyker upp i Justice League i dubbelavsnittet "Twilight", med röst av Ron Perlman.

- Orion dyker upp i Justice League Unlimited i avsnitten "The Return", "Flash and Substance" och "Destroyer", återigen med röst av Ron Perlman.